# Trupanea setifrons
Trupanea setifrons är en tvåvingeart som först beskrevs av Malloch 1933.  Trupanea setifrons ingår i släktet Trupanea och familjen borrflugor. Inga underarter finns listade i Catalogue of Life.